# Horní Hvězdovský rybník
Horní Hvězdovský rybník je rybník o rozloze vodní plochy 2,5 ha nalézající se na Ploužnickém potoce v obci Hvězdov v okrese Česká Lípa. 
Rybník je v soukromém vlastnictví a je využíván pro chov ryb.

## Galerie

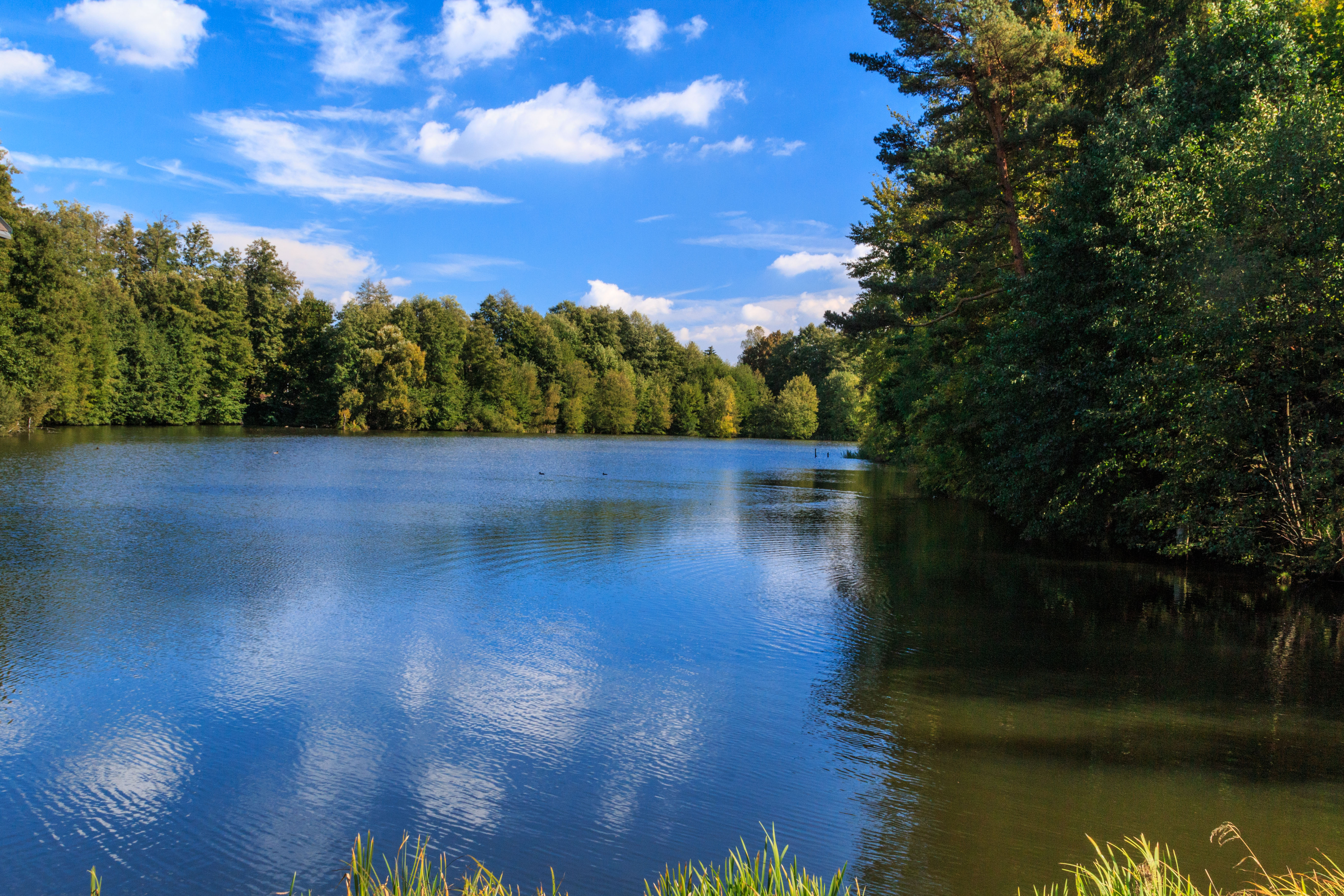
pohled na Horní Hvězdovský rybník
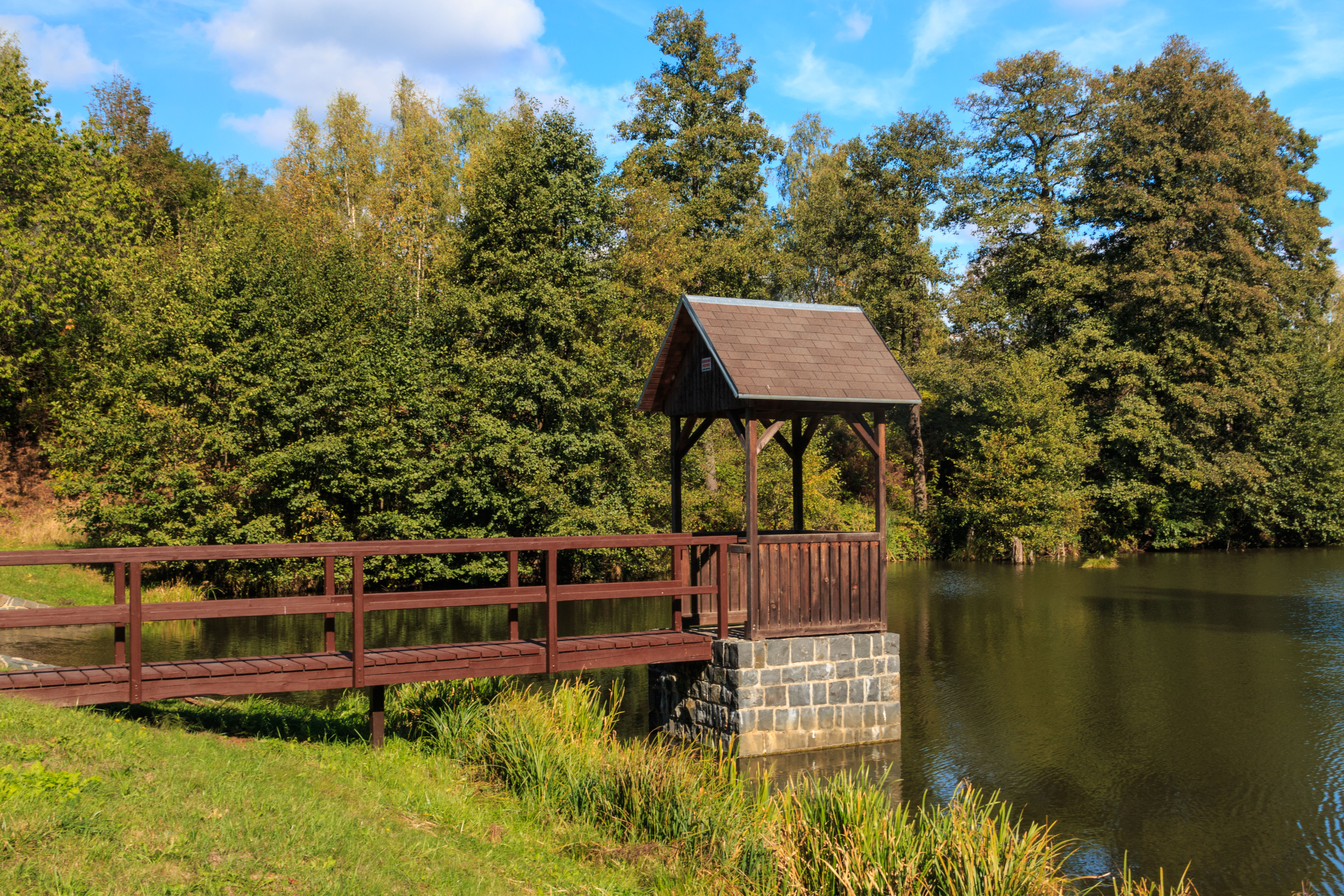
pohled na Horní Hvězdovský rybník
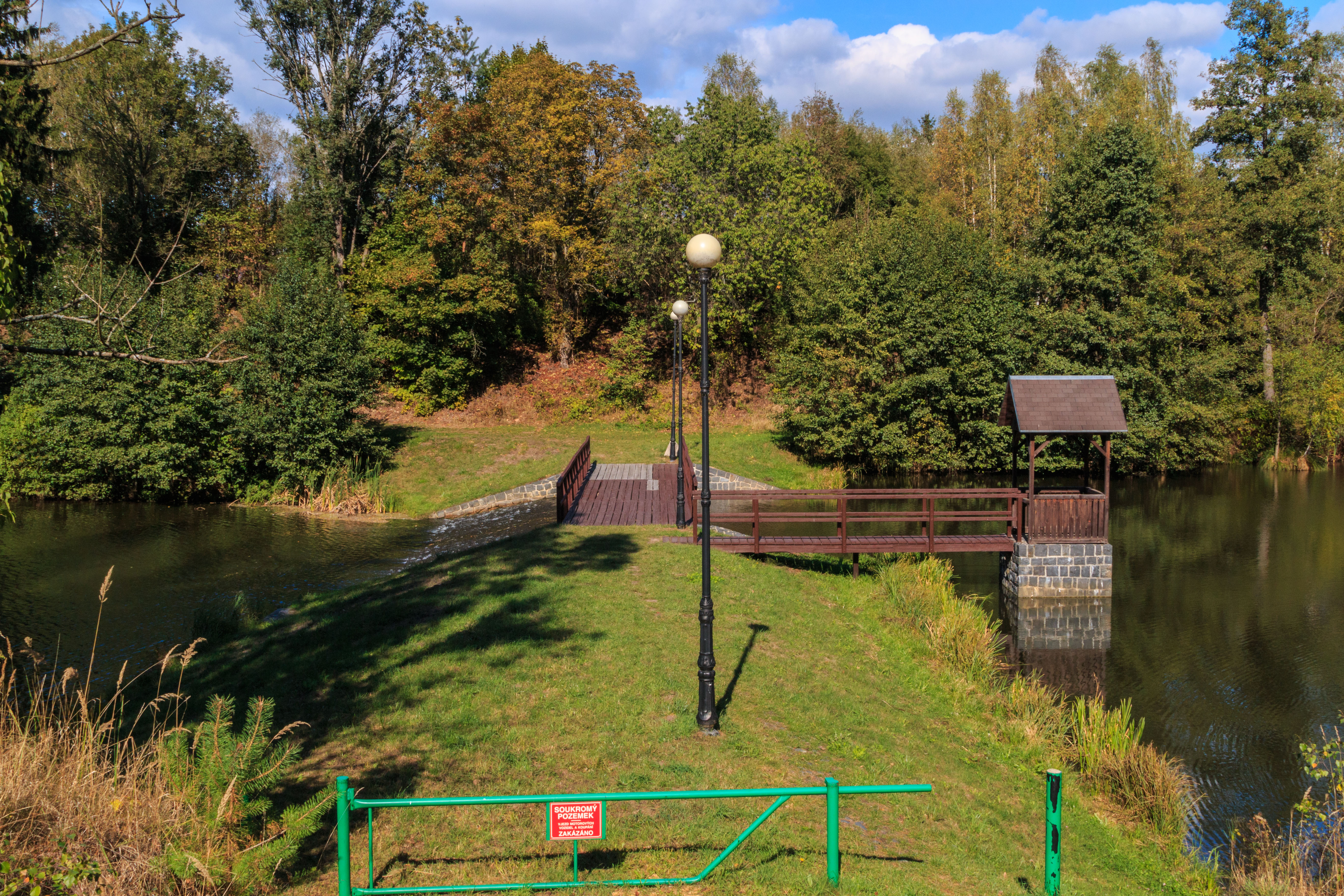
pohled na Horní Hvězdovský rybník